# Il paesaggio

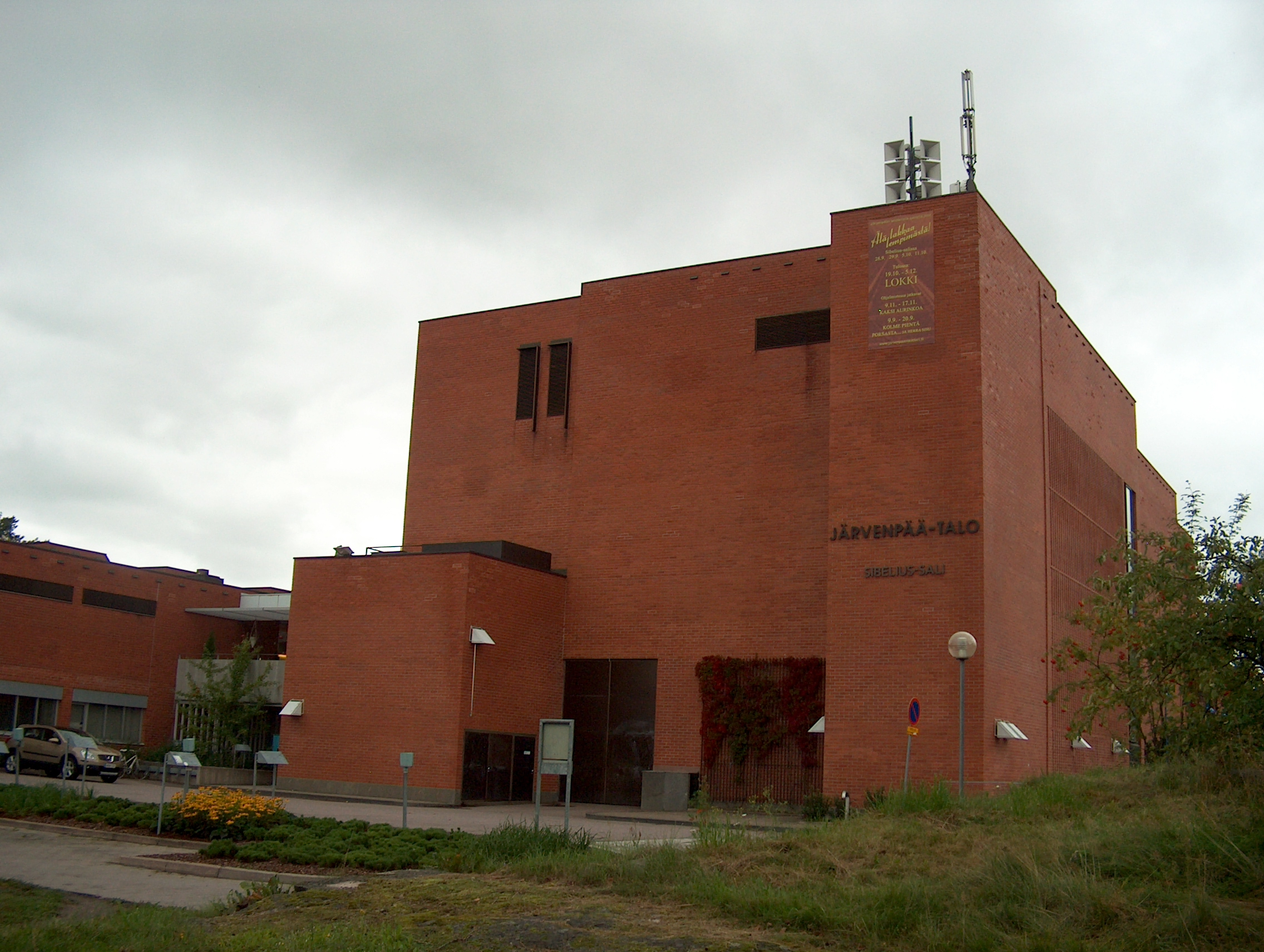
Järvenpää-huis

Il paesaggio (landschap) is een compositie van Joonas Kokkonen.
Het werk werd geschreven op verzoek van de stad Järvenpää. Järvenpää was niet alleen de verblijfplaats van Kokkonen, maar eerder ook van Jean Sibelius. Het werk werd voor het eerst gespeeld tijdens de opening van de concertzaal aldaar. Inspiratie kwam van Tuusulanjärvi, waaraan Kokkonen meer dan zestig jaar woonde. Hijzelf vond het geen programmatische muziek, vandaar dat hij de neutrale subtitel Musica per orchestra da camera toevoegde. De componist verwerkte nog een raadsel in het slot van het werk (het woord enigma staat in de partituur vermeld). Hij zette behalve zijn eigen handtekening ook de namen Jean Sibelius, Erik Bergman en Paavo Heininen om naar muziektonen.
Het kamerorkest van Järvenpää onder leiding van Jukka-Pekka Saraste gaf de première van dit werd op 13 februari 1987.
Orkestratie:
- 1 dwarsfluit, 1 hobo, 1 klarinet, 1 fagot, 1 hoorn
- 6 eerste violen, 5 tweede violen, 4 altviolen, 3 celli, 2 contrabassen